# 门格洛尔国际机场
门格洛尔国际机场曾名巴杰佩机场，是为印度共和国卡纳塔克邦门格洛尔服务的国内及国际机场。 